# Laurent Coppens
Pour les articles homonymes, voir Coppens.
Laurent Coppens,  né le 13 novembre 1750 à Dunkerque (Flandre française) et mort le 1er mars 1834 à Armbouts-Cappel (Nord) est un homme politique français.

## Biographie
Laurent Bernard Coppens de Noortlandt, écuyer, a joué un grand rôle dans la défense des intérêts de la ville et du port de Dunkerque.
Échevin de Dunkerque en 1774, il est procureur du roi de l'Amirauté en 1780, président du comité de la ville en 1789, président de l'assemblée électorale du Nord, président de l'administration du département du Nord en 1790. Il est député du Nord de 1791 à 1792, puis maire de Steene dans le canton de Bergues en 1800, conseiller général du Nord en 1807 et président du tribunal des douanes de Dunkerque en 1810. Il est fait baron de Noortlandt (du nom de sa propriété à Armbouts-Cappel) par la Restauration en 1814. Il retrouve un siège de député du Nord de 1815 à 1818, siégeant dans la majorité de la Chambre introuvable.
En 1802-1803, il est membre du conseil d'agriculture et de commerce de Dunkerque, chargé de conseiller le Préfet dans les domaines d'attribution du conseil (il existe également un conseil à Lille et un à Valenciennes.
Il est un temps membre de la loge maçonnique dunkerquoise Amitié et Fraternité, et propose à celle-ci l'ouverture d'une école d'adultes.
Sa fille Laurence épouse en 1791, Jean, Louis, Bonaventure de Kenny, maire de Dunkerque de 1805 à 1815.
Laurent Coppens meurt en son château de Noortlandt, sur Armbouts-Cappel, en 1834, à l'âge de 83 ans.

## Ouvrages
Laurent Coppens est l'auteur de plusieurs mémoires, d'une cinquantaine de pages au maximum , destinés à défendre les privilèges et la franchise de la ville et du port de Dunkerque en 1789 puis à obtenir leur rétablissement dans les années 1814-1816.
- Observations sur les tribunaux de commerces maritimes en 1803[8].

## Armes
Titre de Baron héréditaire en faveur de Laurent Coppens en 1814 par Louis XVIII, Conseiller général du Nord par lettres patentes du 16 décembre 1814 avec règlement d'armoiries :
| Blason | Blasonnement : D'azur à trois coupes d'or, 2 et 1. |

## Distinctions
- Chevalier de la Légion d'honneur par décret du 3 septembre 1814[10].

## Hommage
- Une rue de Malo-les-Bains porte son nom depuis le 19 janvier 1970[11],[12].

- Une avenue de Steene porte son nom[12].

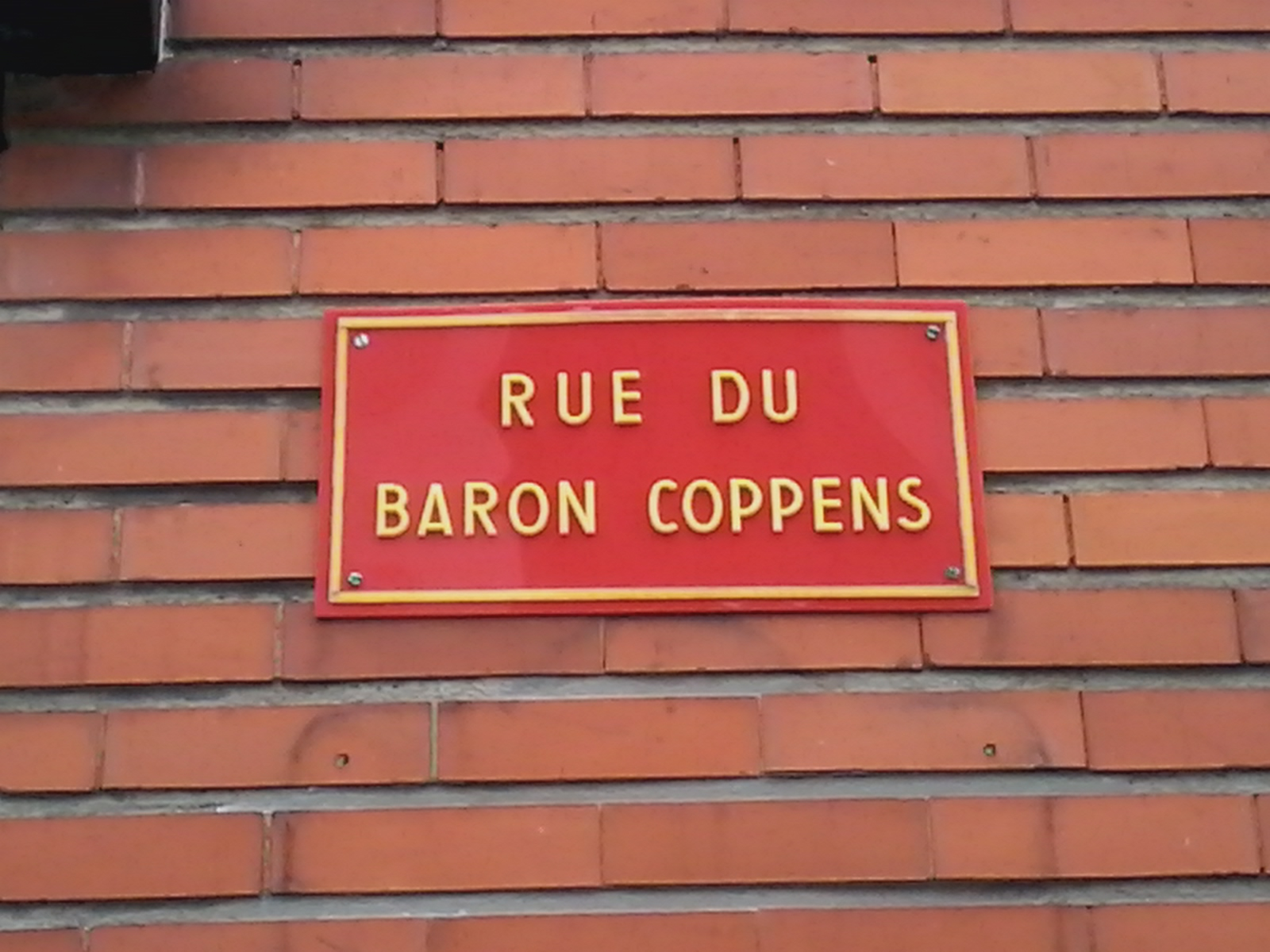
Plaque de rue à Malo-les-Bains
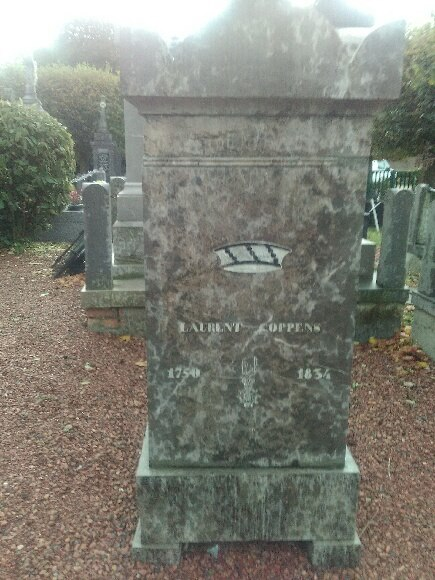
Tombe du Baron Coppens

## Sources
« Laurent Coppens », dans Adolphe Robert et Gaston Cougny, Dictionnaire des parlementaires français, Edgar Bourloton, 1889-1891 [détail de l’édition]